# Ilona Bruzsenyák
Ilona Bruzsenyák (Pócsmegyer, 14 settembre 1950) è un'ex lunghista, multiplista e ostacolista ungherese.

## Palmarès

### Europei
- 1 medaglia:
  - 1 oro (Roma 1974 nel salto in lungo)